# Zašto su došli vlakom (2015.)
Zašto su došli vlakom je hrvatski animirani film redatelja Joška Marušića iz 2015. godine. Glavna tema ovoga animiranoga filma je pobačaj.
Napravljen je u suvremenoj kompjuterskoj 3D tehnologiji, rađen godinu i pol dana. U filmu se pojavljuje pjesma "Đenka" Viktorije Kulišić.

## Filmska ekipa
- Režija: Joško Marušić
- Glazba: Karlo Oršolić
- Zvuk: Vjeran Šalamon
- Kompoziting: Zvonimir Ćuk
- Producent: Vinko Brešan
- Produkcija: Zagreb film

- Glasovi: Jan Begović, Luka Cvetanović, Božo Đerek, Vito Kukić[2]

## Radnja
Jednog nedjeljnog popodneva, iz vlaka koji svakoga dana u isto vrijeme stiže na željeznički kolodvor (koji je i glavni trg maloga gradića), izašlo je na stotine neobičnih bića. Oni će stanovnike grada suočiti s njihovom prošlošću, strahovima i žalostima, kada im kažu da su oni nerođena djeca, koje su oni pobacili, ali će im podariti, i barem nakratko, osjećaje mira i radosti. Svako dijete došlo je svojim roditeljima, u njihov dom, kako bi se igrali sa svojom živom braćom i sestrama. Prije odlaska, mala neobična bića, okupljaju se na glavnome trgu i naprave proslavu.

## Festivali
- Animafest festival animiranoga filma, Zagreb 2015.
- festival animiranoga filma "Encounters Short Film and Animation Festival", Bristol 2015.
- ANIMAX festival animiranoga filma, Skopje 2015.
- Ljubljana međunarodni festival kratkoga filma 2015. – program Zoom Croatia
- "Neum Animation Film Festival" (NAFF) 2015
- Balkanima festival animiranoga filma, Beograd 2015. – program Balkan Panorama
- Međunarodni dječji filmski festival, Indija 2015. – animacijska sekcija
- Festival hrvatskoga katoličkoga filma 2017. – Grand Prix za najbolji film; nagrada za najboljega režisera